# Історія емоцій
Історія емоцій — галузь історичних досліджень, що займаються людськими емоціями, особливо варіаціями між культурами та історичними періодами у переживанні та вираженні емоцій. Починаючи з ХХ століття розширюється спектр методологічних підходів такими письменниками, як Люсьєн Февр і Пітер Гей.

## Область застосування
В останнє десятиліття історія емоцій перетворилася на все більш продуктивну та інтелектуально стимулюючу сферу історичних досліджень. Хоча існують попередники історії емоцій — особливо «Histoire des Sensibilités» (Історія чуттєвості) Люсьєна Февра або «Psychohistory» (Психоісторія) Пітера Гея — ця сфера методологічно зближується з новими історіографічними підходами, такими як концептуальна історія, історичний конструктивізм та історія тіла.
Подібно до соціології емоцій або антропології емоцій, історія емоцій базується на припущенні, що не лише вираження почуттів, але й самі почуття засвоюються. Культура та історія змінюються, а також почуття та їхнє вираження. Соціальна значимість і сила емоцій є історично та культурно змінними. Таким чином, на думку багатьох істориків, емоція є такою ж фундаментальною категорією історії, як клас, раса чи стать.

## Методологія
Протягом останніх років обговорювалася низка різних методологічних підходів. Деякі історики емоцій обмежують свої дослідження історичним аналізом емоційних норм і правил під заголовком емоціонології. Однак, особливо в недавньому минулому, методологічний спектр історії емоцій розширився, включивши перформативний, конструктивістський підходи та підходи до теорії практики. В даний час фундаментальними методологічними поняттями є: емотиви, емоційний габітус і емоційна практика. Крім того, існує кілька термінів, які описують різний обсяг і обов'язковий ефект культур почуттів, таких як емоційна спільнота, емоційний режим і емоційний стиль. Останнім часом історія емоцій пов'язана з недавніми соціальними та культурними поворотами в нейронауках, вважаючи історію емоцій складовою частиною ширшого біокультурного історизму.

### Введення
- Rob Boddice, The History of Emotions, Manchester: Manchester University Press, 2018.
- Jan Plamper, Geschichte und Gefühl. Grundlagen der Emotionsgeschichte, Munich: Siedler 2012.
- Barbara Rosenwein and Riccardo Cristiani, What is the History of Emotions? Cambridge: Polity, 2018.
- Richard Firth-Godbehere, A Human History of Emotions, London: 4th Estate, 2022.

### Методологічні дискусії
- AHR Conversation: The Historical Study of Emotions.[14]
- Frank Biess, Discussion Forum «History of Emotions» (with Alon Confino, Ute Frevert, Uffa Jensen, Lyndal Roper, Daniela Saxer), in: German History 28 (2010), H. 1, p. 67-80.
- Maren Lorenz: Tiefe Wunden. Gewalterfahrung in den Kriegen der Frühen Neuzeit, in: Ulrich Bielefeld/Heinz Bude/Bernd Greiner (Hg.): Gesellschaft — Gewalt — Vertrauen. Jan Philipp Reemtsma zum 60. Geburtstag, Hamburger Edition: Hamburg 2012, S. 332—354.
- Jan Plamper, The History of Emotions: An Interview with William Reddy, Barbara Rosenwein, and Peter Stearns, in: History and Theory 49, no. 2 (2010): 237—265.

### Дослідницькі центри та організації
- Амстердамський центр міждисциплінарних досліджень емоцій і сенсорики[15]
- Центр передового досвіду ARC з історії емоцій (1100—1800)[16]
- Центр історії емоцій, Інститут людського розвитку Макса Планка, Берлін[17]
- Північноамериканський розділ з історії емоцій[18]
- Центр історії емоцій королеви Мері, Лондон[19]
- Емоції в Середньовіччі (EMMA)[20]
- Міжнародна мережа культурної історії емоцій у досучасність[21]
- Проєкт «Емоції: Соціальна та культурна конструкція емоцій: грецька парадигма», Оксфорд[22]
- Культурна історія згоди. Discursos, practicas, representaciones, Centro de Ciencias humanas y sociales, Мадрид[23]
- Кластер передового досвіду «Мови емоцій», FU Berlin[24]

## ПРимітки
1. ↑  Lucien Febvre, La sensibilité et l'histoire. Comment reconstituer la vie affective d'autrefois?, in: Annales d'histoire sociale 3 (1941), p. 5-20.
2. ↑  Див. Peter Gay's main work: The Bourgeois Experience. Victoria to Freud, 5 volumes, New York 1984—1998.
3. ↑  Про попередників історії емоцій див.: Jan Plamper, Geschichte und Gefühl. Grundlagen der Emotionsgeschichte, München: Siedler 2012, p. 53-72.
4. ↑  Термін "емоціологія" можна віднести до: Peter N. Stearns / Carol Z. Stearns, Emotionology. Clarifying the History of Emotions and Emotional Standards, in: The American Historical Review 90, 4 (1985), p. 813—830 and Rom Harré (ed.), The Social Construction of Emotion, Oxford 1986.
5. ↑  William M. Reddy, Against Constructionism. The Historical Ethnography of Emotions, in: Current Anthropology 38,3 (1997), p. 327—351.
6. ↑  Див.: Monique Scheer, Are Emotions a Kind of Practice (and Is That What Makes Them Have a History)? A Bourdieuan Approach to Understanding Emotion, in: History and Theory 51, no. 2 (May 2012), p. 193—220.
7. ↑  Barbara H. Rosenwein, Worrying about Emotions in History, in: The American Historical Review 107, 3 (2002), p. 821—845.
8. ↑  William M. Reddy, The Navigation of Feeling, Cambridge 2001.
9. ↑  Для обговорення різних концепцій див. Benno Gammerl, Emotional Styles — Concepts and Challenges, в: Rethinking History 16, 2 (2012), p. 161—175.
10. ↑  Rob Boddice, The History of Emotions, Manchester: Manchester University Press, 2018.
11. ↑  Emotionsgeschicte - ein Anfang mit Folgen (PDF). Hsozkult.geschite.hu-berlin.de. Архів оригіналу (PDF) за 31 січня 2016. Процитовано 22 лютого 2015.
12. ↑  Barbara H. Rosenwein. Problems and Methods in the history of Emotions (PDF). Passionsincontext.de. Процитовано 22 лютого 2015.
13. ↑  SEALS - Server für digitalisierte Zeitschriften. retro.seals.ch. Архів оригіналу за 7 квітня 2013. Процитовано 2 лютого 2022. [Архівовано 2013-04-07 у Archive.is]
14. ↑  Rosenwein, Barbara H.; Reddy, William M.; Plamper, Jan; Livingston, Julie; Lean, Eugenia; Eustace, Nicole (2012). TAHR Conversions : The Historical Study of Emotions. The American Historical Review. 117 (5): 1487—1531. doi:10.1093/ahr/117.5.1487.
15. ↑  ACCESS | Amsterdam Centre for Cross-Disciplinary Emotions and Senses Studies. Access-emotionsandsenses.nl. Процитовано 22 лютого 2015.
16. ↑  Home | ARC Centre of Excellence for the History of Emotion. Historyofemotions.org.au. Архів оригіналу за 20 вересня 2012. Процитовано 22 лютого 2015. [Архівовано 2012-09-20 у Wayback Machine.]
17. ↑  History of Emotions | Max Planck Institute for Human Development. Mpib-berlin.mpg.de. Архів оригіналу за 5 травня 2015. Процитовано 22 лютого 2015.
18. ↑  The North American Chapter on the History of Emotion. nachemotion.com. Процитовано 1 жовтня 2018.
19. ↑  The Centre for the History of the Emotions, Queen Mary, University of London. Qmul.ac.uk. Процитовано 22 лютого 2015.
20. ↑  Les émotions au Moyen Âge, carnet d'EMMA. Emma.hypotheses.org. Процитовано 22 лютого 2015.
21. ↑  CHEP : An International Network for the Cultural History of Emotions in Premodernity. Архів оригіналу за 5 листопада 2012. Процитовано 4 червня 2015. [Архівовано 2012-11-05 у Wayback Machine.]
22. ↑  Welcome - School of Archaeology - University of Oxford. Emotions.classics.ox.ac.uk. Архів оригіналу за 22 лютого 2015. Процитовано 22 лютого 2015. [Архівовано 2015-02-22 у Wayback Machine.]
23. ↑  Historia cultural del conocimiento. Discursos, prácticas, representaciones | Centro de Ciencias Humanas y Sociales. Cchs.csic.es. Архів оригіналу за 7 червня 2010. Процитовано 22 лютого 2015. [Архівовано 2010-06-07 у Wayback Machine.]
24. ↑  Languages of Emotion: Startseite. Languages-of-emotion.de. 28 травня 2011. Процитовано 22 лютого 2015.